# Кишобран
Кишобран је уређај који служи за заштиту од временских непогода (кише и снега) или сунца. Састоји се од металне или пластичне шипке, као и од расклопивих жица и водоотпорног платна. Кишобрани могу бити различитих боја и величина. Претпоставља се да је до изума прве справе у функцији данашњег кишобрана дошло у једанаестом веку пре нове ере.
Најранији први познати расклопиви кишобран појавио се 1850. у Енглеској, захваљујући Хенрију Холанду који је увео челичне жице и Самуелу Фоку који је исте дорадио. По облику савремених примерака овог уређаја назван је и коктелски кишобран.